# Annie Beustes
 (novembre 2015).
Si vous disposez d'ouvrages ou d'articles de référence ou si vous connaissez des sites web de qualité traitant du thème abordé ici, merci de compléter l'article en donnant les références utiles à sa vérifiabilité et en les liant à la section « Notes et références ».
Annie Beustes est une femme politique néo-calédonienne, née le 15 juin 1945 à Arget (Pyrénées-Atlantiques). 

## Issue du monde de l'entreprise
Titulaire d'une maîtrise en sciences économiques, elle vient en Nouvelle-Calédonie dans les années 1970 où elle sert comme cadre de gestion à la société Le Nickel (SLN), principale entreprise minière du territoire, mais également comme assesseur au tribunal du travail de 1976 à 1998, secrétaire générale de la Fédération patronale devenue depuis le MEDEF en Nouvelle-Calédonie de 1982 à 1999, présidente du conseil d'administration de la Caisse de compensation des prestations familiales, des accidents du travail et de prévoyance des travailleurs salariés (CAFAT, la Sécurité sociale locale) en 1996 et en 1998 et enfin du conseil d'administration de l'agence pour l'emploi. Elle est une spécialiste du droit du travail en Nouvelle-Calédonie.

## Carrière politique
Anti-indépendantiste, elle milite assez tôt pour le Rassemblement pour la Calédonie dans la République (RPCR), futur Rassemblement-UMP puis Rassemblement, et est élue pour la première fois sous cette étiquette à l'Assemblée de la Province Sud et du Congrès en 1999. Elle entre alors une première fois au gouvernement du Territoire alors sous la présidence de Jean Lèques de 1999 à 2001, elle est chargée à ce moment du secteur des Affaires économiques et des Relations avec le Conseil économique et social. 
À la suite de la démission du gouvernement Lèques le 19 mars 2001 et son remplacement par le 1er gouvernement Frogier, elle retrouve son siège à l'Assemblée de la Province Sud et au Congrès. Au sein de cette dernière institution, elle en est de 2001 à 2004 la 7e vice-présidente du bureau ainsi que la présidente de la Commission de la Santé et de la Protection sociale et membre de la Commission permanente. Elle est également durant cette période présidente du conseil d'administration du CHT Gaston-Bourret. 
Réélue avec le Rassemblement-UMP à l'Assemblée de la Province Sud et au Congrès le 9 mai 2004, elle retrouve notamment jusqu'en 2007 la présidence de la Commission de la Santé et de la Protection sociale. 
Après la signature de l'« accord-cadre » pour former une majorité de gouvernement anti-indépendantiste entre son parti et l'Avenir ensemble, elle est la no 2 sur la liste commune présentée par les deux formations pour la constitution du gouvernement en août 2007, juste derrière le président de l'Avenir ensemble Harold Martin. Dans le premier gouvernement Martin formé le 6 août 2007 et immédiatement démissionnaire du fait de la défection des indépendantistes, elle est désignée comme vice-présidente de l'exécutif en attendant l'élection du deuxième gouvernement Martin le 21 août 2007. Elle y est également élue, mais laisse la vice-présidence à l'indépendantiste Déwé Gorodey. Elle devient responsable du secteur de l'Économie, du Travail et de la Fonction publique, et est également chargée du commerce extérieur, des douanes et des questions monétaires et de crédit. Son principal dossier est alors, comme en métropole, la lutte contre la vie chère et pour le pouvoir d'achat et est donc surtout chargée de préparer la mise en place des Écoprix, gamme de produits aux prix négociés avec les fabricants, les grossistes et les détaillants. Première membre du gouvernement chargée des questions monétaires, elle a ainsi hérité de l'épineux dossier de l'éventuel passage à l'euro.
Aux élections provinciales du 10 mai 2009, elle n'est présente sur aucune liste et perd donc tout mandat électif.

## Divers
- Son nom de jeune fille est Campagne.
- Elle est officier de la Légion d'honneur.